# Элизабет-Анжелика де Монморанси-Бутвиль
Элизабет-Анжелика де Монморанси-Бутвиль (фр. Élisabeth-Angélique de Montmorency-Bouteville; 8 марта 1627, Париж — 24 января 1695, там же), мадам де Шатийон, герцогиня Мекленбургская, называемая «Прекрасная Бутвиль» — французская аристократка, известная любовными похождениями и участием в политической борьбе во время Фронды.

## Биография
Младшая дочь знаменитого бретера Франсуа де Монморанси-Бутвиля, казненного кардиналом Ришельё, и Элизабет-Анжелики де Вьен, сестра маршала Люксембурга.
Бюсси-Рабютен, который в «Любовной истории галлов» вывел эту даму под именем Анжели, характеризует её следующим образом:

Анжели (…) была обладательницей живых черных глаз, низкого лба, правильного носа и маленького ротика с полными ярко-красными губами. Цвет лица красавицы менялся по её усмотрению, но обычно то было сочетание бледного с розовым. Прелестный смех пробуждал нежность в глубине сердец. Отличали красавицу иссиня-черные волосы, высокий рост, добродушный вид, длинные, сухие и смуглые кисти рук; столь же смуглые и угловатые руки заставляли делать нелестные предположения относительно того, что оставалось скрытым для глаза. Нрав Анжели имела мягкий, приветливый и вкрадчиво-ласковый. Вероломная по натуре, она во всем блюла выгоду и не знала дружеских чувств. Но как бы хорошо кто ни был осведомлен о её дурных качествах, стоило только ей захотеть понравиться — и не влюбиться в неё оказывалось невозможно. Её обхождение очаровывало. Впрочем, иные из её повадок вызывали всеобщее презрение: за деньги и почести она была готова поступиться честью, принести в жертву и отца, и мать, и возлюбленного.— Бюсси-Рабютен Р. де, Любовная история галлов, с. 48
Мадам де Моттвиль приводит сходное изображение:

Эта дама была красивой, галантной, амбициозной и дерзкой, способной на любое предприятие, чтобы удовлетворить свои страсти (…) она умела украсить имя Монморанси такой грацией и приятностью в общении, что это сделало бы её достойной всяческого уважения, если бы во всех её словах, чувствах и поступках не было видно притворства и лицемерия, которые никогда не нравятся людям, ценящим искренность.— Motteville F. de, Mémoires sur Anne d'Autriche et sa cour. T. II, p. 330

### Колиньи и Конде

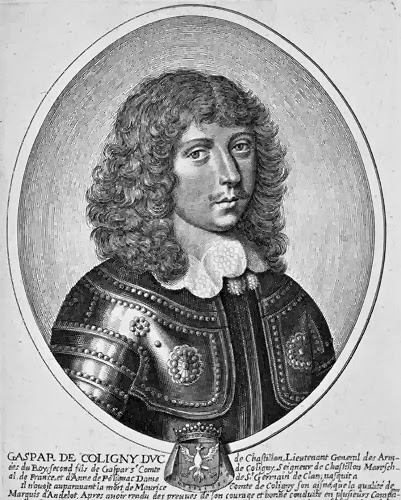
Гаспар IV де Колиньи, герцог де Шатийон

В 1645 году стала женой Гаспара IV де Колиньи, маркиза д’Андело, получившего в 1646 титул герцога де Шатийон.
Постановления Парижского парламента ставили препятствия браку. Отец жениха маршал Шатийон и мать невесты госпожа де Бутвиль обратились за помощью к королеве-матери Анне Австрийской, но та отказалась вмешиваться в это дело. Маркиз д’Андело преодолел затруднения, в 1644 году похитив невесту с её согласия, что было распространенным способом решения запутанных брачных проблем, но из-за различных формальностей, свадьба состоялась лишь 26 февраля 1645.
Одновременно Элизабет-Анжеликой увлекся принц Конде, однако вопрос о степени их близости историками не вполне прояснен. Бюсси-Рабютен пишет, что мадмуазель Бутвиль двигала алчность, а принцем тщеславие, мадам де Моттвиль утверждает, что Конде лишь притворялся влюбленным в Элизабет-Анжелику, чтобы скрыть от света свою настоящую страсть к Марте дю Вижан.

Великий Конде. Шантийи. Музей Конде

По словам герцога де Сен-Симона, принц сумел добиться расположения мадмуазель де Бутвиль, из чего её брат, бывший верным сторонником Конде и его протеже, «будучи столь же мало разборчивым в средствах, как и сестра, извлек немалую выгоду для них обоих».
Сен-Симон также полагает, что именно Конде устроил брак Бутвиль с Колиньи, так как тот был ему предан, «был мужем добрым и покладистым», что позволяло сохранить незаконную любовную связь в тайне.

### Герцог Немурский. Фронда
В сентябре 1648 года, как об этом сообщает мадмуазель де Монпансье, за Элизабет-Анжеликой начал ухаживать герцог Немурский, испытывавший к ней подлинную страсть, и, так как Колиньи увлекся придворной дамой Анны Австрийской мадмуазель де Герши, герцогиня де Шатийон не находила притязания герцога слишком уж неприятными.
После отъезда из Парижа двор перебрался в Сен-Жермен-ан-Ле, и там юный король Людовик XIV впервые обратил внимание на герцогиню де Шатийон.
«Между прочими людьми, с которыми он любил играть, герцогиня де Шатийон занимала одно из первых мест, вот почему Бенсерад сочинил песенный куплет как бы от имени её супруга»:

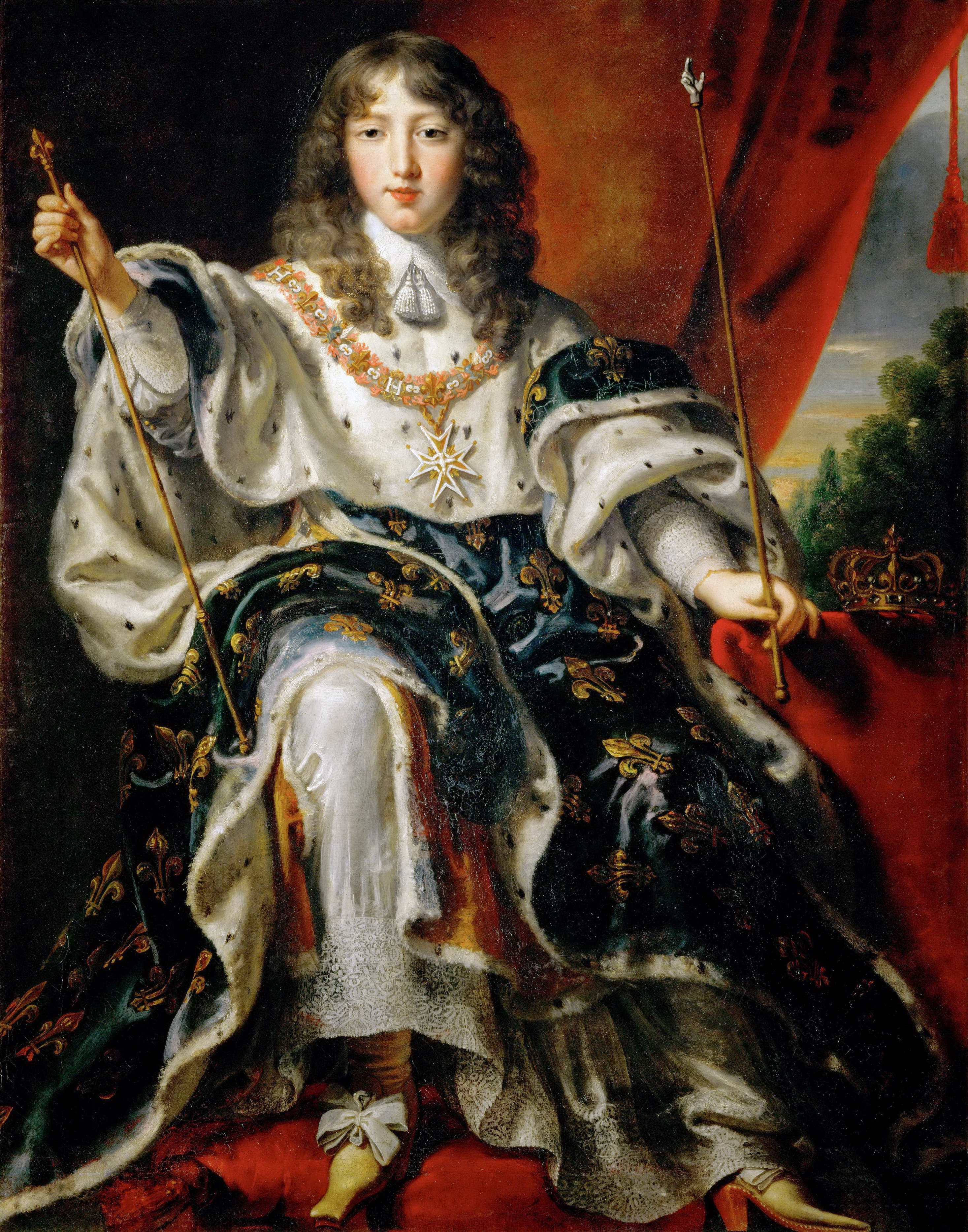
Юстус ван Эгмонт. Людовик XIV. 1654

Герцог Шатийон умер 9 февраля 1649 от смертельного ранения, полученного накануне в Шарантонском бою, где королевские войска разгромили силы Парламента.

В Сен-Жермене все радовались по случаю победы; только госпожа де Шатийон была подавлена. Её горе несколько заглушали дружеские чувства, которые её муж питал к мадемуазель де Герши: даже в сражении на его руке была её подвязка".— Mémoires de Mlle de Montpensier, petite-fille de Henri IV. T. I, p. 203
По словам Бюсси-Рабютена, мадам де Шатийон «рвала на себе волосы и изображала величайшее в мире отчаяние», вполне притворное, а Сен-Симон добавляет, что «любовники не слишком скорбели об этой утрате».
Единственный ребенок от этого брака, Анри-Гаспар де Колиньи, родился после смерти отца, 11 июля 1649, и умер 25 октября 1657.
Согласно Бюсси-Рабютену, после гибели мужа Элизабет-Анжелика уступила домогательствам герцога Немурского. Забеременев от герцога, она с трудом смогла вытравить плод.
18 мая 1650 мадам де Шатийон уехала из Парижа вместе с вдовствующей принцессой де Конде, которую привезла в свой замок Шатийон-сюр-Луан. 31 октября 1650 принцесса сделала приписку к завещанию, согласно которой Элизабет-Анжелика, ухаживавшая за больной, получила в право пользования сеньерией Марлу, расположенной недалеко от Шантийи, а также ей достались в наследство жемчужное и алмазное ожерелья.
Мадам де Шатийон находилась в политическом соперничестве с герцогиней де Лонгвиль, осложненном тем, что Лонгвиль добивалась благосклонности герцога Немурского. Ради него она бросила своего прежнего любовника — герцога Франсуа VI де Ларошфуко, и тот, чтобы отомстить, блокировался против неё с Элизабет-Анжеликой. С помощью Ларошфуко Шатийон получила от Конде Марлу в полную собственность, и сумела добиться отстранения герцогини де Лонгвиль от переговоров с правительством.
Ларошфуко в своих мемуарах похваляется, что сам

…склонил г-жу де Шатийон жить в ладу и с Принцем, и с г-ном де Немуром, так чтобы сохранить при себе их обоих, и он же уговорил г-на де Немура одобрительно отнестись к этой их связи, которая не должна внушать ему подозрения, поскольку г-жа де Шатийон изъявляет готовность отдавать ему в ней полный отчет и использовать её лишь для того, чтобы предоставить ему решающее участие в руководстве делами.— Ларошфуко. Мемуары, с. 134
Мадам де Шатийон прибыла на переговоры с Мазарини от партии Конде «с настолько широкими полномочиями, что их сочли скорее плодом его стремления ей угодить и желания потешить её тщеславие, чем свидетельством подлинного намерения прийти к соглашению».

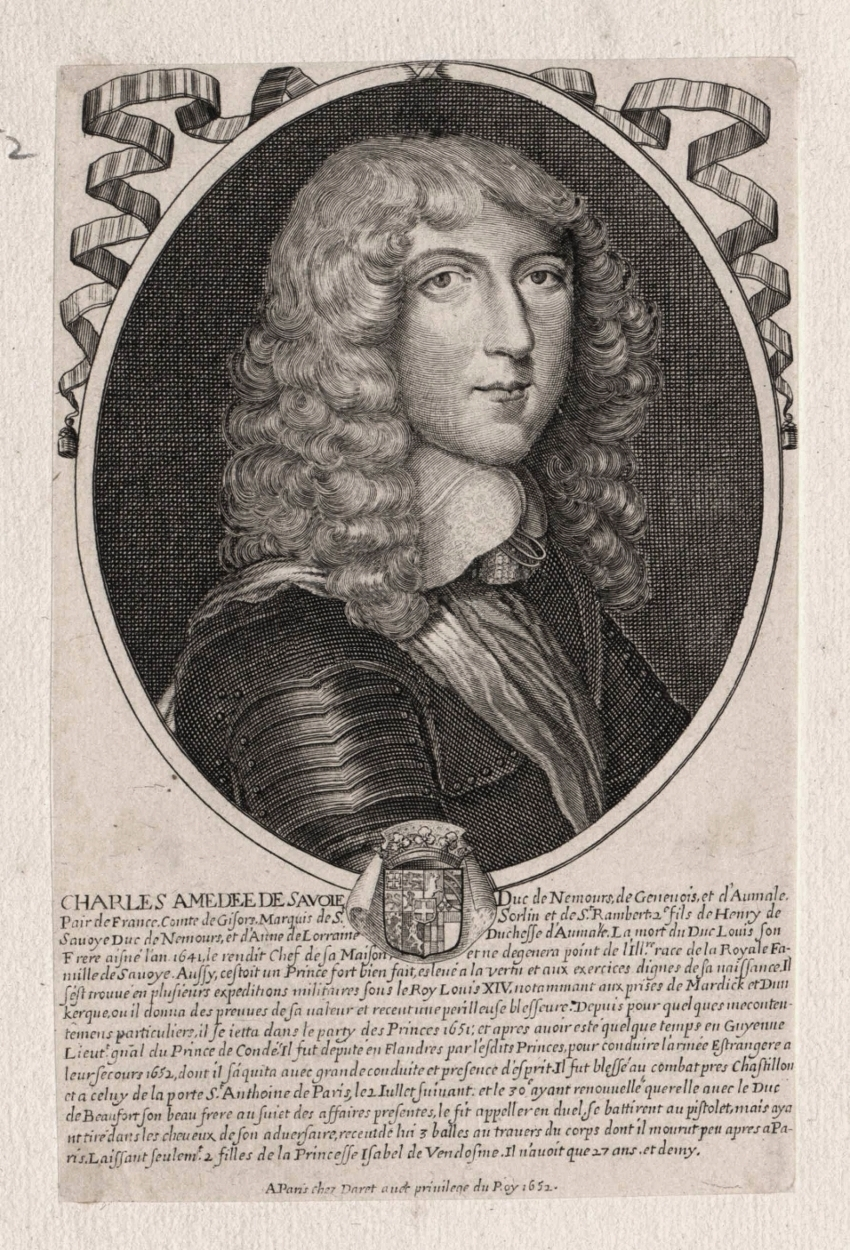
Карл Амедей Савойский, герцог Немурский

Кардинал также стремился только выиграть время, пока верные ему войска Тюренна и Окенкура отвоевывали захваченные мятежниками территории, а потому переговоры ни к чему не привели.
Герцог Немурский некоторое время состоял в связи с герцогиней де Лонгвиль, но лишь из политических соображений (по словам Бюсси-Рабютена, эта дама «была не очень чистоплотной, и источала не лучший в мире запах»), и при первой возможности бросил её, после чего Ларошфуко мог счесть себя отомщенным.
Терзаясь от ревности, Немур, по словам Бюсси-Рабютена, «раз двадцать был готов скрестить
шпаги с принцем», и исполнить это намерение помешала только знаменитая дуэль на шпагах и пистолетах с шурином, герцогом де Бофором, состоявшаяся 30 июля 1652 по причине соперничества за руководящие посты в партии и любовь мадам де Шатийон. Герцог де Бофор убил своего зятя. Узнав о гибели возлюбленного, Элизабет-Анжелика «пришла в неподдельное отчаяние», в котором, по словам мадмуазель де Монпансье, было немалая доля комедии.
После смерти герцога Конде охладел к мадам де Шатийон, поскольку она «стала ему представляться не столь привлекательной, лишь только отпала необходимость бороться за неё с достойным его соперником».

### Изгнание Конде. Король Английский

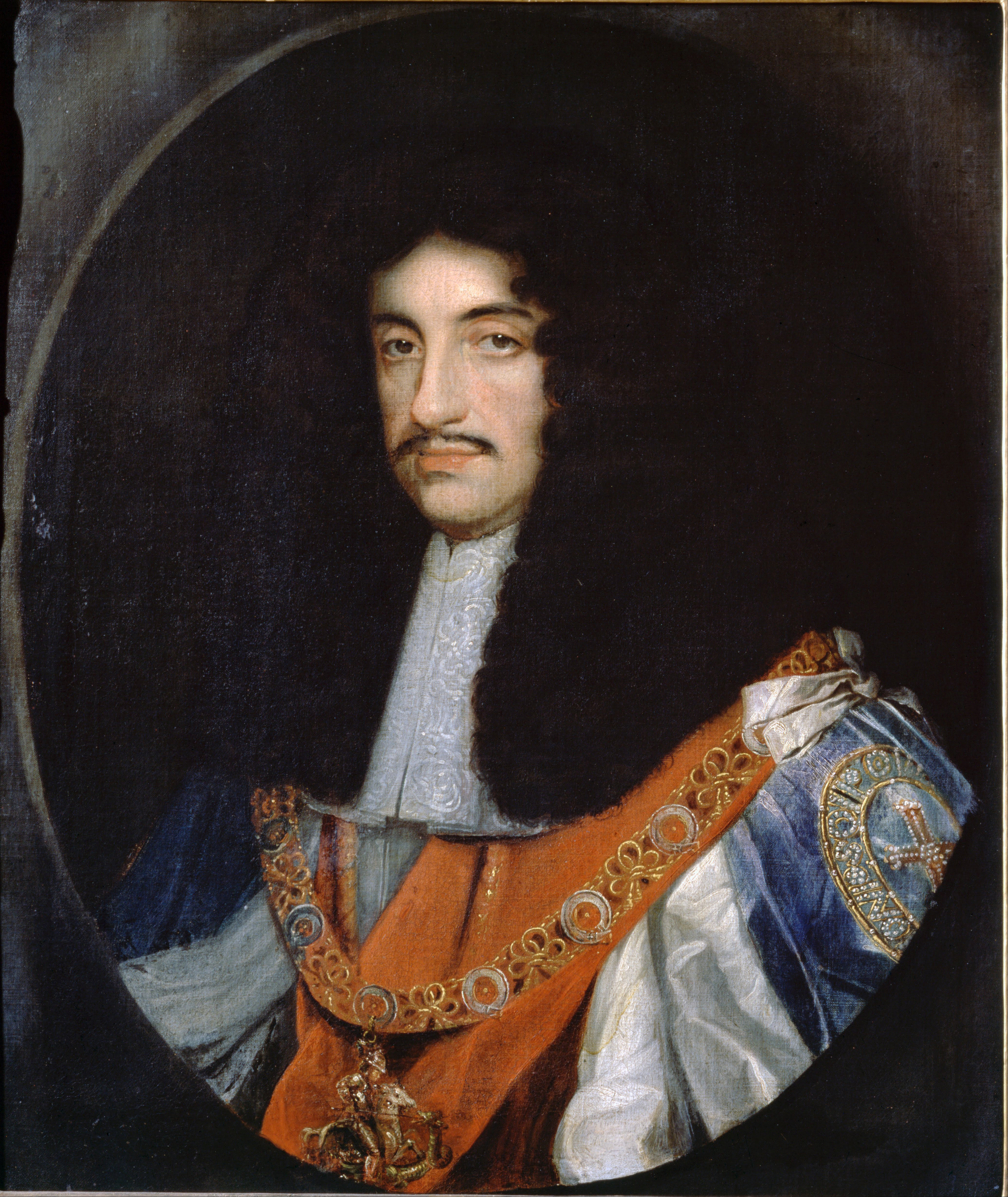
Карл II Английский

13 октября Конде, проиграв в борьбе с Мазарини, покинул Париж, и 21-го в столицу вернулся король. Самых ярых сторонниц Фронды, прозванных «амазонками», и в их числе мадам де Шатийон, 26 октября выслали из столицы.
По словам Бюсси-Рабютена, Карл II Английский, находившийся в изгнании во Франции, гостил у одного из друзей в поместье, соседнем с Марлу, и настолько увлекся герцогиней, что был готов на ней жениться, но этому помешали доброжелатели, разъяснившие монарху, что эта дама из себя представляет.

Когда любовь еще в самом начале, ни один человек, хоть сколько-нибудь дорожащий своей доброй славой, не лишен рассудка настолько, чтобы жениться на женщине, утратившей честь. Едва король Англии узнал эти новости, он уехал из окрестностей Марлу, не желая рисковать: ведь неизвестно, чем закончилась бы битва между его чувствами и разумом при виде Анжели.— Бюсси-Рабютен Р. де, Любовная история галлов, с. 67
По мнению мадмуазель де Монпансье, сплетни о намерениях английского короля не соответствовали действительности, и их распускала сама мадам де Шатийон.

### Аббат Фуке. Маршал Окенкур. Арест и освобождение

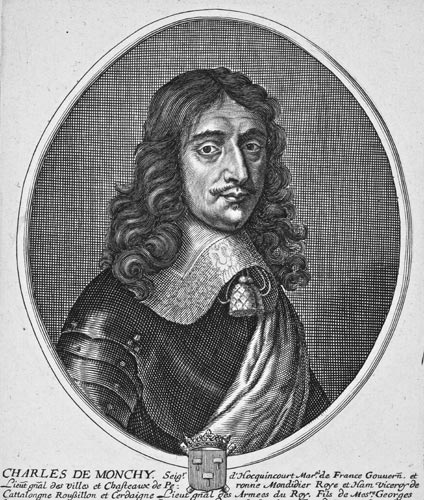
Маршал Окенкур

Элизабет-Анжелика, получавшая пенсион от Испании, где укрылся Конде, продолжала плести интриги против кардинала. Человек принца Жан де Рику, колесованный 11 октября 1653, на допросе под пыткой показал, что мадам де Шатийон после ссылки из Парижа предлагала ему 10 тыс. экю за убийство Мазарини. По словам мадмуазель де Монпансье, герцогиня, объявленная кардиналом в розыск, бежала в Марлу, скрывалась в различных местах, затем нашла убежище в аббатстве Мобюиссон.
5 декабря 1654 она снова появилась при дворе. Маршал Окенкур, командовавший войсками на испанской границе, и представлявший интерес для партии Конде, вступил в связь с Элизабет-Анжеликой, пытавшейся его использовать в политических интригах.
Примирение с властями было недолгим, и 8 ноября 1655 мадам де Шатийон была арестована по приказу Мазарини. Кардинал намеревался посадить её в Бастилию, но руководитель его тайной полиции аббат Базиль Фуке (брат Никола Фуке), влюбленный в Элизабет-Анжелику, ограничился домашним арестом, и почти все время проводил с задержанной, что вызвало различные слухи.

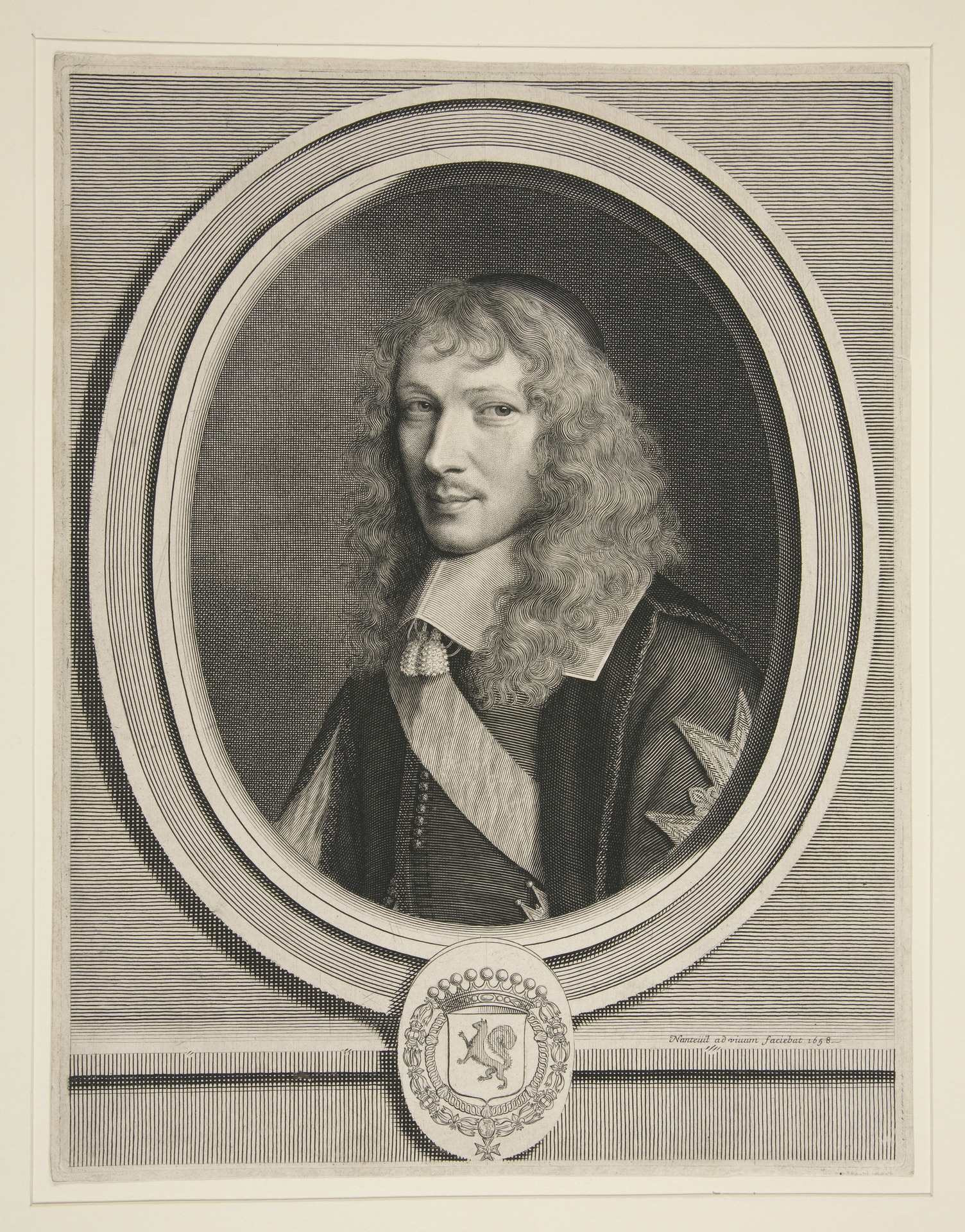
Базиль Фуке

Маршал Окенкур добился от кардинала освобождения Элизабет-Анжелики, которую сослали в Марлу, где её продолжал навещать аббат Фуке.
Предвидя возвращение Конде после заключения Пиренейского мира, мадам де Шатийон решила порвать с Фуке, и, чтобы избежать преследований с его стороны, проникла к нему в дом во время отсутствия хозяина, и похитила письма, которые могли её скомпрометировать.

Вернувшись к себе домой и обнаружив, что там стряслось, Фуквиль бросился к Анжели и прямо с порога стал угрожать отрезать ей нос, затем разбил хрустальный подсвечник и большое зеркало, свой подарок, и, осыпав её бранью, ушел.— Бюсси-Рабютен Р. де, Любовная история галлов, с. 73
Это анекдотичное происшествие наделало много шума в свете, но через некоторое время любовники примирились (примерно на полгода) при посредничестве королевы.

### Возвращение Конде. Герцог Мекленбургский
Возвращение Конде заставило мадам де Шатийон окончательно порвать отношения с Фуке, и вернуло ей влияние при дворе. Добившись вместе с принцем Конде с помощью сомнительной махинации предоставления своему брату титула герцога-пэра Пине-Люксембурга (Эмиль Мань называет их план «дьявольским», сама она 2 ноября 1663 вышла вторым браком за герцога Кристиана Людвига I Мекленбург-Шверинского, князя вандалов, перешедшего в том году в католицизм и оформившего развод с первой женой. Брак немецкого князя с мадам де Шатийон был частью политической комбинации Людовика XIV и его государственного секретаря по иностранным делам Юга де Лионна, имевшей целью распространить французское влияние до берегов Балтики.

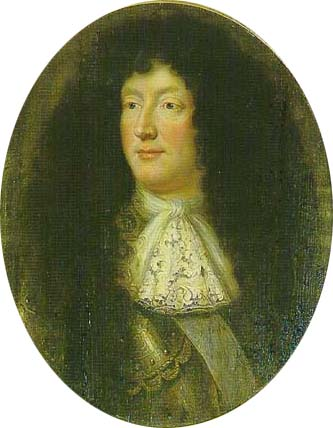
Кристиан Людвиг I Мекленбург-Шверинский

Отправляться с новым мужем в Мекленбург Элизабет-Анжелика не пожелала, справедливо опасаясь встретить в Германии враждебный прием, так как дело о разводе Кристиана Людвига было не вполне закончено: его первая жена не смирилась, объявила процедуру незаконной, и при поддержке родственников, своих и мужа, направляла протесты ко дворам императора и короля Франции. Заявив, что ждет ребенка, Элизабет-Анжелика уехала в Мерлу, однако беременность оказалось ложной.
Герцог Мекленбург-Шверинский несколько раз приезжал во Францию, в Париж и поместье жены, но отношения между супругами были натянутыми. Герцогиня без особого успеха пыталась представлять интересы мужа при дворе, а также приняла участие в интригах герцогини Орлеанской и маркиза де Варда, едва не закончившихся для неё опалой.
Попытка добиться для Кристиана Людвика вакантного места капитана одной из рот королевских мушкетеров также не удалась, поскольку Людовик XIV опасался настолько приближать к себе иностранного принца, в преданности которого не мог быть уверен. Чтобы отделаться от назойливой просительницы, он дал герцогу странное поручение доставить французскому послу при императорском дворе де Гравелю орден Святого Михаила.
Проводив мужа до границы, герцогиня вернулась в Париж, где проводила время при дворе и в салонах. По свидетельству мадам де Лафайет, её видели самоотверженно пробующей некий отвар, которым, по общему мнению, была отравлена её подруга герцогиня Орлеанская.
Элизабет-Анжелика продолжала поддерживать связи с семейством Конде. Сам принц к концу 1660-х годов потерял к ней интерес, но его племянники Луи-Арман и Франсуа-Луи, принцы де Конти, увлеклись 40-летней красавицей.

### Регентство в Мекленбург-Шверине
С началом Голландской войны в 1672 году герцогиня, наконец, отправилась в Мекленбург, где помогла мужу преодолеть сопротивление государственного совета, противившегося желанию герцога присоединиться к французским войскам. Уезжая на войну, Кристиан Людвиг оставил жену в Шверине в качестве регентши.
На этом посту герцогиня развернула активную дипломатическую деятельность с целью привлечь на сторону Франции соседних германских князей, и пресечь агрессию со стороны Бранденбурга, что ей частично удалось.
Действуя как тайный агент министра иностранных дел Арно де Помпонна, Элизабет-Анжелика информировала французских представителей в Германии о передвижениях войск и намерениях противников.

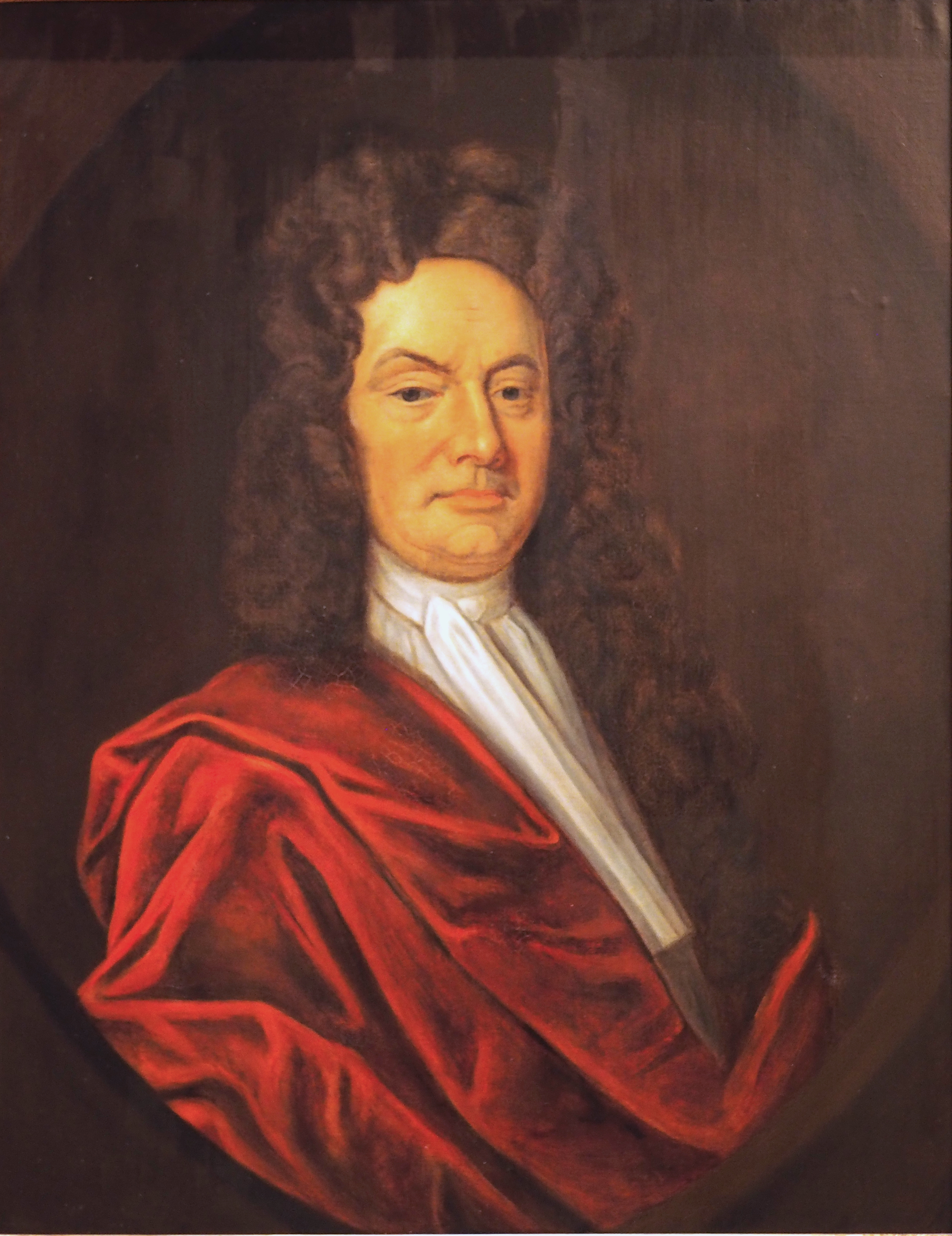
Андреас Готтлиб фон Бернсторф

Людовик XIV выражал крайнее недовольство действиями Кристиана Людвига, приехавшего не столько воевать, сколько предаваться удовольствиям в компании приближенных, которых герцогиня в письмах называла «паразитами». Мекленбургские войска, оставленные без руководства, потеряли дисциплину, и занимались грабежами и насилиями. Попытки Элизабет-Анжелики повлиять на мужа имели для неё неприятные последствия, тем более, что герцогу стало известно об интрижке жены с 24-летним камер-юнкером Андреасом Готтлибом фон Бернсторфом.
Кристиан Людвиг приказал арестовать обоих, но Бернсторфу удалось бежать. Позднее он стал премьер-министром в Целле, а закончил карьеру министром в Англии.
Арестованная герцогиня просила о помощи Людовика XIV и Карла II. Король Франции потребовал освободить пленницу. Герцог согласился отпустить Элизабет-Анжелику на родину, для страховки предложив подписать свидетельство о том, что уезжает она «в добром здравии». Герцогиня отказалась это сделать, и в конце апреля 1673 покинула Шверин, провожаемая пушечным салютом.
В начале июня она прибыла в Тонгерен, где располагался штаб короля, намеревавшегося овладеть Маастрихтом, затем вернулась во Францию, и в следующем году участвовала в церемонии пострижения в монахини Луизы де Лавальер, получившей окончательную отставку.

### Миссия в Германию

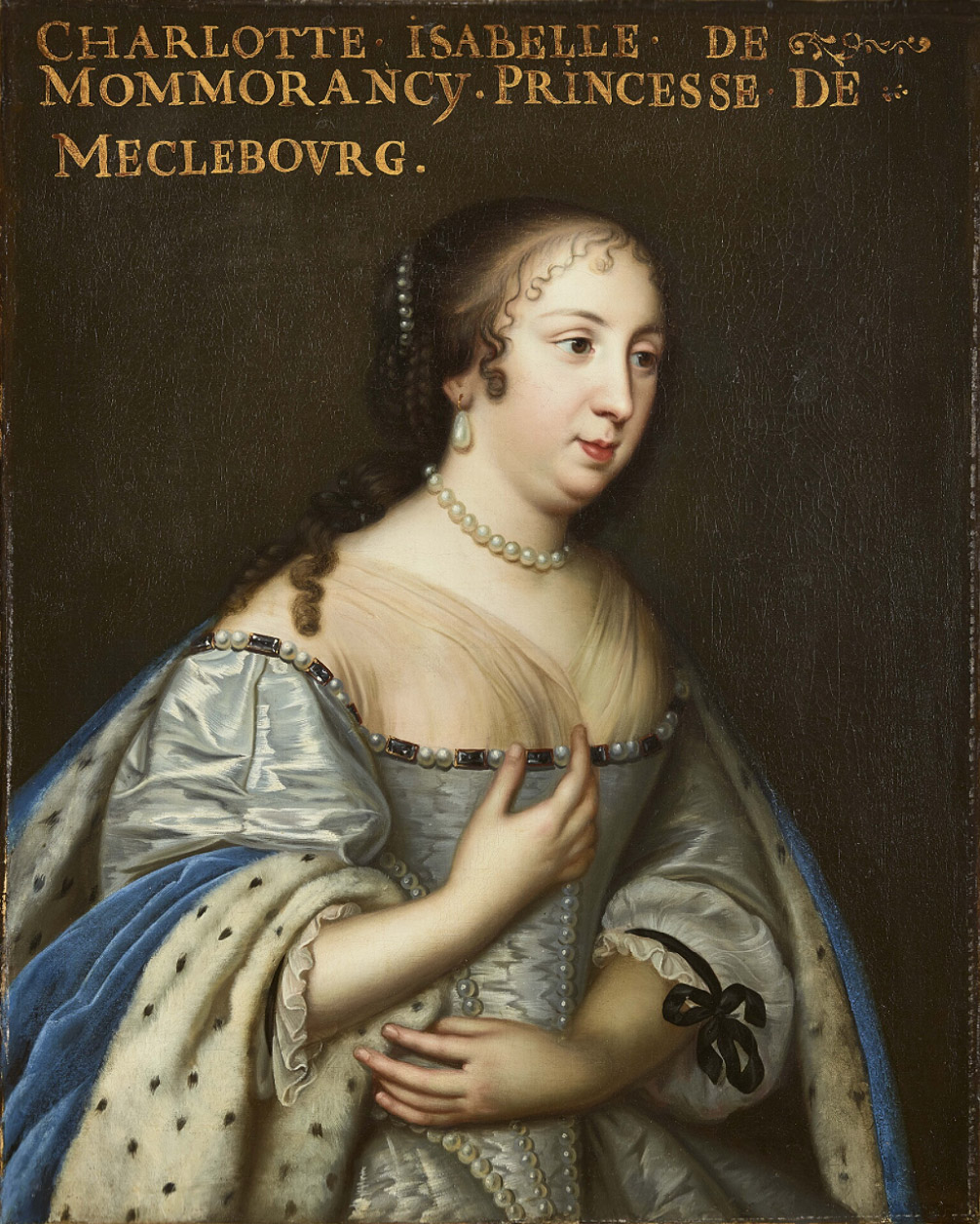
Элизабет-Анжелика де Монморанси-Бутвиль, герцогиня Мекленбургская

В конце Голландской войны, в 1678 году, герцогиня, считавшая себя специалистом по немецким делам, была направлена с тайной дипломатической миссией в Германию на помощь французским представителям, дабы склонить князей Брауншвейгского дома к союзу с Францией. Сама она носилась с идеей предложить Эрнсту Августу, епископу Оснабрюка, брак его дочери Софии-Шарлотты с дофином. По пути она побывала в войсках своего брата во Фландрии, пробыв там, по словам мадам де Севинье, «три дня, как Армида среди притихших воинов».
Молва предшествовала ей; в лье от Любека герцогиню встретили более двадцати карет, а при въезде в город её приветствовали орудийным салютом, на улицах же собралась толпа, желавшая поглазеть на женщину, умевшую и в пятьдесят с лишним лет произвести впечатление, и повосхищаться, восклицая: «Как же прекрасна эта француженка». В шутку герцогиня писала Помпонну, что опасается, как бы её не заставили «выпить все вина Франции и Германии за её здоровье».
При веселом оснабрюкском дворе Элизабет-Анжелику с таким же почетом принимали Эрнст Август и его жена, «мадам епископша» София Ганноверская.
Через Целле и опустошенные войной земли Люнебурга герцогиня прибыла в Ганновер, где постаралась добиться примирения герцога Георга Вильгельма с братьями, чтобы весь Брауншвейгский дом мог служить интересам короля.
В Целле она встретила Бернсторфа, ставшего первым министром герцога Георга-Вильгельма, оказавшего бывшей любовнице холодный прием и выступившего против её политических предложений. Правитель Каленберга Иоганн Фридрих, захвативший принадлежавшее шведам герцогство Бремен, был главной проблемой, поскольку из всех братьев был настроен наиболее непримиримо. Кроме этого, пришлось преодолевать противодействие датского и императорского послов.
С помощью обещаний и подкупа удалось убедить брауншвейгских герцогов подписать Целльский договор 26 января 1679. Брауншвейгский дом обязался сохранять нейтралитет, вернуть шведам герцогство Бремен, и не пропускать через свою территорию войска, враждебные Франции и Швеции. Взамен король давал им 300 тыс. экю.
Французский посол Рибенак специально отметил в донесении заслуги герцогини при заключении договора, но Людовик XIV остался недоволен её действиями, тем более, что вскоре маршал Креки разгромил курфюрста Бранденбургского и подписание Нимвегенского мира сделало соглашение с Вельфами ненужным. Король назвал её путешествие «близким к безумию», и герцогиня некоторое время опасалась, что суверен припомнит ей прошлые прегрешения времен Фронды.
Она воспользовалась пребыванием в Германии, чтобы инициировать в имперской палате Шпейера процесс против мужа, который отказывался передать ей собственность, полагавшуюся по условиям брачного контракта, и игнорировал постановление, принятое несколькими годами ранее в Шатле. Разбирательство шло настолько медленно, что герцогиня склонялась к мысли нанять войска и самой предпринять поход в Мекленбург, но затем обратилась к рейхстагу во Франкфурте. Трирский архиепископ Иоганн Гуго фон Орсбек, первый имперский судья, представил собранию Элизабет-Анжелику как сестру. Князья (в их числе даже политический противник курфюрст Бранденбургский) поддержали её, но Кристиан Людвиг не считался ни с какими постановлениями.
Взяв с собой принцессу Софию-Шарлотту, герцогиня через Амстердам и Брюссель вернулась Францию.

### Последние годы

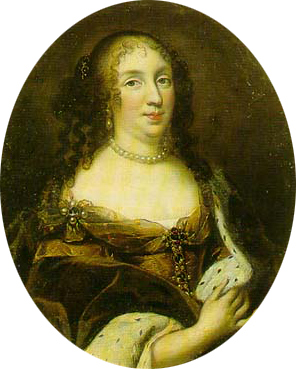
Элизабет-Анжелика де Монморанси-Бутвиль, герцогиня Мекленбургская

Дипломатические заслуги Элизабет-Анжелики с некоторым запозданием были признаны королём, и она заняла почетное место при дворе, но 1680-е годы стали для семьи временем испытаний. Герцог Люксембург вместе с другими вельможами оказался замешан в дело о ядах, был вынужден давать показания, при этом, по словам Сен-Симона, унизив своё достоинство пэра, был заключен в Бастилию, едва избежал эшафота, и, наконец, приговорен к изгнанию. Принц Конде был тяжело болен и также вышел из фавора, чем воспользовались многочисленные враги Люксембургов.
Лишь с началом войны Аугсбургской лиги король вновь испытал необходимость в военном гении Люксембурга, которому вернул маршальский жезл. Радость герцогини была недолгой, так как вскоре она перенесла черную оспу, уничтожившую остатки былой красоты. Один из корреспондентов Конде сообщал со злорадством, что «мадам де Мекленбург лишилась человеческого лица. Её облик внушает страх».
Герцогиня удалилась от двора, и её уход совпал с началом заката Великого века. Безудержная агрессия Людовика XIV оттолкнула германские государства, отмена Эдикта милости привела к массовой эмиграции гугенотов, которых зазывали в свои владения брауншвейгские князья, решившие порвать союз с Францией. Маршал Люксембург одержал еще несколько тяжелых и кровавых побед, но силы антифранцузской коалиции были слишком велики. Герцогиня предложила Помпонну хитроумный план взаимного обмена владениями, основанный на договоре о взаимном наследовании, существовавшем между Мекленбургом и Веттинами, и способный вернуть Брауншвейгский дом в число союзников короля, но из-за смерти Кристиана Людвига в 1692 году он не был реализован.
Пришедший к власти в Мекленбурге Фридрих Вильгельм I отказался выплатить герцогине вдовью долю, и король Франции в последний раз встал на её защиту. Слава больше не имела значения для Элизабет-Анжелики, и она думала только о накопительстве. Переступив через родовую гордость, она выдала свою племянницу де Валансе за некоего Горжа, сына сапожника из Ренна, ставшего миллионером, и предложившего ей за устройство брака 400 тыс. ливров. Другую племянницу, мадмуазель де Люксембург, выдала за «темного бастарда последнего графа де Суассона», которому покровительствовала герцогиня Мария Немурская, завещавшая супругам поистине королевское наследство.
Остаток дней Элизабет-Анжелика делила между коллекционированием редкостей и заботами о спасении души. Бюсси-Рабютена, разоблачившего неприглядный моральный облик герцогини, и доживавшего свой век в ссылке, она так и не простила.
Когда маршал Люксембург умирал от плеврита, сестра неотлучно находилась при нем. По словам Сен-Симона,

…герцогиня Мекленбургская скончалась в том же месяце и от той же болезни через несколько дней после смерти брата, не получив ни духовной, ни, можно сказать, физической помощи, оставив все, что имела, графу де Люссу, второму сыну своего брата.— Сен-Симон. Мемуары. 1691—1701, с. 169

## В беллетристике
Элизабет-Анжелика де Монморанси-Бутвиль является героиней дилогии Жюльетты Бенцони «Война герцогинь»: романов «Дочь приговоренного» (2012) и «Принцесса вандалов» (2013).

## Комментарии
1. ↑  Конде и Элизабет-Анжелика
2. ↑  Вместе с дуэлянтами дрались по четыре секунданта с каждой стороны; почти все участники были ранены, двое скончались
3. ↑  Около 500 тыс. евро (Кожанова, с. 265)